# هیبت‌تپه (بایبورد)
هیبت‌تپه (به ترکی استانبولی: Heybetepe) (به کردی: Rûmêlî) (به ارمنی: Ռուսել) یک منطقهٔ مسکونی در ترکیه است که در بایبورد واقع شده‌است. هیبت‌تپه ۱۲۰ نفر جمعیت دارد.